# Океанник білогорлий
Океанник білогорлий (Nesofregetta fuliginosa) — вид морських буревісникоподібних птахів родини качуркових (Hydrobatidae).

## Поширення
Вид поширений на півдні Тихого океану. Утворює гніздові колонії на островах Лайн і Фенікс (Кірибаті), архіпелагах Тубуаї, Товариства, Гамб'є та Маркізьких островах (Французька Полінезія), в Новій Каледонії (Франція), Сала-і-Гомес (Чилі), на островах Банкс (Вануату). олись гніздився також на Самоа та Фіджі. За оцінками, загальна чисельність популяції становить 1000-2000 птахів.

## Спосіб життя
Живе та харчується у морі. На суші трапляється лише вночі. Живиться ракоподібними, дрібними кальмарами та рибою. Гніздиться колоніями на дрібних скелястих островах. Гніздо облаштовує у тріщинах скель або норах. У гнізді одне біле яйце. 